# Умбузейру (микрорегион)

Умбузейру на карте.

Умбузейру (порт. Microrregião de Umbuzeiro) — микрорегион в Бразилии, входит в штат Параиба. Составная часть мезорегиона Сельскохозяйственный район штата Параиба. 
Население составляет 	53 980	 человек (на 2010 год). Площадь — 	1181,347	 км². Плотность населения — 	45,69	 чел./км².

## Демография
Согласно сведениям, собранным в ходе переписи 2010 г. Национальным институтом географии и статистики (IBGE), население микрорегиона составляет:						
| Полное население                             | Полное население                             | Полное население                             | Полное население                             | 53 980 |
| -------------------------------------------- | -------------------------------------------- | -------------------------------------------- | -------------------------------------------- | ------ |
| в том числе:                                 | Городское население                          | 19 927                                       | Процент городского населения, %              | 36,92  |
|                                              | Сельское население                           | 34 053                                       | Процент сельского населения, %               | 63,08  |
|                                              | Мужское население                            | 26 490                                       | Процент мужского населения, %                | 49,07  |
|                                              | Женское население                            | 27 490                                       | Процент женского населения, %                | 50,93  |
| Плотность населения, чел/км²                 | Плотность населения, чел/км²                 | Плотность населения, чел/км²                 | Плотность населения, чел/км²                 | 45,69  |
| Население микрорегиона в % к населению штата | Население микрорегиона в % к населению штата | Население микрорегиона в % к населению штата | Население микрорегиона в % к населению штата | 1,43   |

## Статистика
- Валовой внутренний продукт на 2003 год составляет 92 075 583,00 реалов (данные: Бразильский институт географии и статистики).
- Валовой внутренний продукт на душу населения на 2003 год составляет 1722,17 реалов (данные: Бразильский институт географии и статистики).
- Индекс развития человеческого потенциала на 2000 год составляет 0,537 (данные: Программа развития ООН).

## Состав микрорегиона
В составе микрорегиона включены следующие муниципалитеты:
1. Аруэйрас
2. Гаду-Браву
3. Натуба
4. Санта-Сесилия
5. Умбузейру